# Galina Savinkova
Galina Savinkova (ryska: Галина Савинкова), född den 15 juli 1953, är en sovjetisk före detta friidrottare som tävlade i diskuskastning för sovjetunionen.
Savinkovas främsta merit är hennes bronsmedalj vid EM 1982 med ett kast på 67,82 meter. Året efter noterade hon ett nytt världsrekord när hon kastade 73,26 och slog därmed Maria Petkovas tre år gamla rekord. Hon fick emellertid bara behålla rekordet i ett år innan östtyskan Irina Meszynski överträffade hennes rekord.
Hon deltog vid VM 1983 men slutade där bara på en elfte plats.

## Personliga rekord
- Diskuskastning - 73,28 meter